# بانكا بوبولاري ديل إميليا رومانيا
بي بي إي أر بانكا - أس بي أيه ، المعروفة سابقًا باسم بانكا بوبولاري ديل إميليا رومانيا ، هي مجموعة مصرفية إيطالية تقدم خدمات مصرفية تقليدية للأفراد والشركات والكيانات العامة.  يقع مقر الشركة في مودينا وهي أحد مكونات مؤشر FTSE MIB .
كان للبنك فروع في معظم أنحاء إيطاليا، ولكن ليس في وادي أوستا وفريولي – فينيتسيا جوليا.  البنك هو المساهم الأكبر في بنك بيدمونت كاسا دي ريسبارميو دي برا وسالوزو ، فضلا عن مساهمي الأقلية في فوسانو وسافيليانو .
تم تصنيف بي بي إي أر بانكا كمؤسسة مهمة منذ دخول الإشراف المصرفي الأوروبي حيز التنفيذ في أواخر عام 2014، ونتيجة لذلك يخضع للإشراف المباشر من قبل البنك المركزي الأوروبي .  
1. ↑  وصلة مرجع: https://www.unepfi.org/net-zero-banking/members/. الوصول: 23 أغسطس 2024.
2. ↑  "Financial statements and reports | BPER Banca". مؤرشف من الأصل في 2024-03-14.
3. ↑  "Banca Popolare - Business Profile". Financial Times. مؤرشف من الأصل في 2020-07-29. اطلع عليه بتاريخ 2013-11-24.
4. ↑  "Le banche del Gruppo BPER: BPER Banca, Banco di Sardegna, Cassa di risparmio di Bra e di Saluzzo | BPER Banca". مؤرشف من الأصل في 2023-10-31.
5. ↑  "The list of significant supervised entities and the list of less significant institutions" (PDF). European Central Bank. 4 سبتمبر 2014. مؤرشف من الأصل (PDF) في 2023-12-24.
6. ↑  "List of supervised entities" (PDF). European Central Bank. 1 يناير 2023. مؤرشف من الأصل (PDF) في 2023-12-24.

## أنظر أيضا
- مجموعة فنية من Banca Popolare dell'Emilia Romagna

## روابط خارجية
- الموقع الرسمي

قالب:FTSE MIB companies